# Алан Бол
Алан Ервин Бол (енгл. Alan Erwin Ball; рођ. 13. мај 1957) је амерички књижевник, редитељ и продуцент за телевизију, филм и позориште.
Бол је написао сценарио за филм Америчка лепота, за који је освојио Оскар за најбољи оригинални сценарио. Створио је серије Шест стопа под земљом и Права крв, радове за које је освојио Еми и као и награде Удружења писаца, режисера и продуцената Америке. Био је извршни продуцент за Cinemax-ову телевизијску серију Бенши. Написао је и режирао филм Ујак Френк.